# Кременчуцька спеціалізована школа № 10
Кременчу́цький ліцей № 10 (повна назва — Кременчуцький ліцей № 10 «Лінгвіст»  Кременчуцької міської ради Полтавської області) — це заклад середньої освіти в місті Кременчук.

## Історія
Створений рішенням Кременчуцької міської ради в 2018 році на базі Кременчуцької спеціалізованої школи І — ІІІ ступенів № 10 з поглибленим вивченням англійської мови.

## Рейтинги та досягнення
У 2019 році за результатами загальнодержавного тестування ліцей зайняв 118-те місце з 200 найкращих шкіл України за рейтингом сайту «Освіта.Ua». У 2020 році ліцей увійшов до рейтингу ста найкращих шкіл України від журналу «Фокус», де зайняв 84-те місце, ставши одним з двох представників Полтавської області.
У 2020 році сайт «Освіта.Ua» склав рейтинг шкіл Полтавської області, де ліцей зайняв 3-тє місце.
На міжнародному конкурсі комп'ютерних проєктів «Infomatrix» в Гвадалахарі в 2022 році золоті медалі вибороли учениця 10-Б класу ліцею Анастасія Марон (категорія «Комп'ютерне мистецтво») та команда учнів 11-Б класу Ростислава Позднякова й Даміра Ціплє (категорія «Коротке відео»)

## Колектив
Серед учителів школи:
- Чайдак Людмила Вікторівна, учитель інформатики та робототехніки
- Гладун Олена Олександрівна, учитель англійської мови
- Зюзькіна Галина Миколаївна, учитель англійської мови[4].